# Antalya Open
Antalya Open este un turneu profesionist de tenis masculin desfășurat în orașul turcesc Antalya, capitala provinciei cu același nume.  Turneul s-a jucat pe terenuri cu iarbă până în 2019. Din 2021 se joacă pe terenuri cu suprafață dură.

## Rezultate

### Simplu
| An   | Campion        | Finalist          | Scor                    |
| ---- | -------------- | ----------------- | ----------------------- |
| 2017 | Yūichi Sugita  | Adrian Mannarino  | 6–1, 7–6(7–4)           |
| 2018 | Damir Džumhur  | Adrian Mannarino  | 6–1, 1–6, 6–1           |
| 2019 | Lorenzo Sonego | Miomir Kecmanović | 6–7(5–7), 7–6(7–5), 6–1 |
| 2020 | Nu s-a ținut   | Nu s-a ținut      | Nu s-a ținut            |
| 2021 | Alex de Minaur | Alexander Bublik  | 2–0 ret.                |

### Dublu
| An   | Campioni                              | Finaliști                      | Scor                  |
| ---- | ------------------------------------- | ------------------------------ | --------------------- |
| 2017 | Robert Lindstedt Aisam-ul-Haq Qureshi | Oliver Marach Mate Pavić       | 7–5, 4–1 ret.         |
| 2018 | Marcelo Demoliner Santiago González   | Sander Arends Matwé Middelkoop | 7–5, 6-7(6-8), [10-8] |
| 2019 | Jonathan Erlich Artem Sitak           | Ivan Dodig Filip Polášek       | 6–3, 6–4              |
| 2020 | Nu s-a ținut                          | Nu s-a ținut                   | Nu s-a ținut          |
| 2021 | Nikola Mektić Mate Pavić              | Ivan Dodig Filip Polášek       | 6–2, 6–4              |